# Bledar Hodo
Bledar Hodo (Durazzo, 21 giugno 1985) è un allenatore di calcio ed ex calciatore albanese, di ruolo centrocampista.